# ニケフォロス朝
ニケフォロス朝（ニケフォロスちょう、ギリシア語: Δυναστεία του Νικηφόρου、802年 - 813年）は、ニケフォロス1世を始祖とする東ローマ帝国の王朝。イサウリア朝の女帝エイレーネーの廃位後に帝位を継承した短い王朝であった。その帝権はかつてより脆弱で不安定なものとなっており、財政面でも問題があった。
この期間、東ローマ帝国では国境における戦いが続き、財源が枯渇した。また、過去の多くの皇帝と同様、ニケフォロス1世もブルガリア軍との戦いで戦死した。さらに、800年にカール大帝がローマ皇帝として戴冠された後、東ローマ帝国の西側に対する影響力は低下し続けていた。

## ニケフォロス1世（802年 - 811年）
ニケフォロスはかつて財務長官をつとめ、エイレーネーの廃位後、財政改革に着手した。ニケフォロスの行政改革にはテマ制の再組織化も含まれていた。また、803年の反乱を鎮圧し、他の過去のほとんどの皇帝と同様に戦場に赴いた。805年、フリギアのクラソスの戦いで敗北を喫し、ブルガリア軍と戦ったプリスカの戦いにおいて戦死した。

## ニケフォロスの後継者（811年 - 813年）
811年、ニケフォロス1世の死により、息子で共同皇帝であったスタウラキオスが帝位を継承した。しかし、スタウラキオス自身もプリスカの戦いにおいて重傷を負っており、継承をめぐる論争ののち、姉妹プロコピアの夫ミカエルに説得されて退位し、ミカエルがミカエル1世ランガベとして帝位を継承した。
ミカエル1世は外交政策よりも軍事政策を行った。しかし、ミカエルも義父や義兄が敗れたブルガリアのクルムと争って敗北し、その立場は著しく弱まった。反乱の兆候に気づいたミカエルは退位し、ニケフォロス朝は断絶した。

## ニケフォロス朝皇帝一覧
- ニケフォロス1世（802年 - 811年）
- スタウラキオス（811年）
- ミカエル1世ランガベー（811年 - 813年）

## 系図
|  |  | ニケフォロス1世 |                |                |                |                |                |  |  |            |            |            |            |            |            |  |  |                       |                       |                       |                       |                       |                       |  |  |
|  |  |                 |                |                |                |                |                |  |  |            |            |            |            |            |            |  |  |                       |                       |                       |                       |                       |                       |  |  |
|  |  |                 |                |                |                |                |                |  |  |            |            |            |            |            |            |  |  |                       |                       |                       |                       |                       |                       |  |  |
|  |  | スタウラキオス  | スタウラキオス | スタウラキオス | スタウラキオス | スタウラキオス | スタウラキオス |  |  | プロコピア | プロコピア | プロコピア | プロコピア | プロコピア | プロコピア |  |  | ミカエル1世ランガベー | ミカエル1世ランガベー | ミカエル1世ランガベー | ミカエル1世ランガベー | ミカエル1世ランガベー | ミカエル1世ランガベー |  |  |
|  |  | スタウラキオス  | スタウラキオス | スタウラキオス | スタウラキオス | スタウラキオス | スタウラキオス |  |  | プロコピア | プロコピア | プロコピア | プロコピア | プロコピア | プロコピア |  |  | ミカエル1世ランガベー | ミカエル1世ランガベー | ミカエル1世ランガベー | ミカエル1世ランガベー | ミカエル1世ランガベー | ミカエル1世ランガベー |  |  |